# Филиппс, Колвин, 3-й виконт Сент-Дэвидс
Колвин Иестин Джон Филиппс, 3-й виконт Сент-Дэвидс (англ. Colwyn Iestyn John Philipps, 3rd Viscount St Davids; 30 января 1939 — 26 апреля 2009) — британский бизнесмен, консервативный политик и музыкальный писатель.

## Происхождение и образование
Родился 30 января 1939 года. Единственный сын Джестина Филиппса, 2-го виконта Сент-Дэвидса (1917—1991), и Дорин Гиннесс Джоветт (? — 1956). Он получил образование в подготовительной школе колледжа Далвич, гимназии Хаверфордвест, школе Севенокс и в Мельбурне (Австралия). Он вернулся в Великобританию, чтобы продолжить свою карьеру, позже обучаясь в Королевском колледже Лондона, где в 1989 году получил сертификат по продвинутым музыкальным исследованиям.

## Карьера
Колвин Филиппс был вторым лейтенантом в Уэльской гвардии, прежде чем стал партнером в лондонской брокерской фирме Scrimgeour Kemp-Gee, которая позже была поглощена Citicorp. Он живо интересовался музыкой, как в историческом плане, так и как коллекционер рукописей (в какой-то момент владел крупнейшей частной коллекцией из существующих). Он специализировался на жизни и творчестве Россини, внес вклад в Music & Letters (наряду с различными другими музыковедческими работами) и был библиографом Фонда Россини в Пезаро (Италия).
10 июня 1991 года после смерти своего отца Колвин Филиппс унаследовал титулы  3-го виконта Сент-Дэвидса из Лидстепа-Хейвена в графстве Пембрукшир,  3-го барона Сент-Дэвидса из Рох-Касла в графстве Пембрукшир,  16-го барона Стрейнджа из Нокина,  24-го барона Хангерфорда и  22-го барона Молейнса , заняв своё место в Палате лордов Великобритании.
Лорд Сент-Дэвидс служил при Джоне Мейджоре в качестве лорда в ожидании с 1992 по 1994 год и был заместителем спикера Палаты лордов с 1995 года. Он был единственным членом-консерватором в Консультативной группе Национальной ассамблеи Уэльса, и его работа в отношении деволюции Уэльса была описана Дэфиддом Элис-Томасом (председателем Ассамблеи Уэльса) как «самый значительный вклад любого политика-консерватора Уэльса в дело деволюции; если Рон Дэвис был архитектором деволюции, то Колвин был его восторженным чертежником. Его поддержка была безграничной». Как наследственный пэр, он был исключен из Палаты Законом о Палате лордов 1999 года.
Он работал в Securities Agy (1960—1965), член Лондонской фондовой биржи в 1965 году, инвестиционный аналитик Maguire Kingsmill & Company (1965—1968), партнер Kemp-Gee в 1971 году, директор Citicorp Scrimgeour Vickers (1985—1988), директор Greig Middleton (1989—1990).

## Семья
7 декабря 1965 года лорд Сент-Дэвидс женился на уроженке Чили Августе Виктории Корреа Ларрейн Угарте, дочери дона Эстантислао Корреа Угарте. У супругов было двое детей:
- Родри Колвин Филиппс, 4-й виконт Сент-Дэвидс (род. 16 сентября 1966), старший сын и преемник отца.
- Достопочтенный Роланд Аугусто Иестин Эстанислао Филиппс (род. 9 апреля 1970), более известный как Тодд Шарпвилл, блюзовый гитарист.

Виконт Сент-Дэвидс скончался в апреле 2009 года в возрасте 70 лет, и его сменил старший сын Родни. Заупокойная месса, проведенная на его похоронах в соборе Сент-Дэвидс 6 мая 2009 года, как полагают, была первой католической мессой, проведенной там со времен Реформации.